# オールガイナーレYAJINスタジアム
オールガイナーレYAJINスタジアム（オールガイナーレヤジンスタジアム）は、鳥取県米子市にあるサッカー専用競技場である。運営・管理は株式会社SC鳥取および特定非営利活動法人やまつみスポーツクラブが行っている 。
元々は「YAJINスタジアム」の名称で計画されており、開場前の2012年11月より、東京都中央区に本社、東伯郡に本店を置く株式会社チュウブが命名権を取得して「チュウブYAJINスタジアム」（チュウブヤジンスタジアム、略称：チュスタ）の名称で開場、2023年に現名称に変更となっている（詳細は後述）。
日本プロサッカーリーグ（Jリーグ）クラブであるガイナーレ鳥取の練習会場ならびにホームゲーム会場の一つとして利用されている。

## 概要
2012年12月9日に開場したサッカー専用の競技場である。施設はガイナーレが練習で利用するほか、ガイナーレの下部組織の育成拠点、市民の交流拠点、ユース世代以下の試合会場として使用されている。また、インターハイ、全国高等学校サッカー選手権大会の予選、天皇杯 JFA 全日本サッカー選手権大会などへの利用も検討されている。
なお、土地は坂口合名会社が所有し、株式会社SC鳥取が賃借する契約となっている。

## 沿革

### 立地と建設の経緯
ガイナーレ鳥取の前身で米子市を活動拠点としていたSC鳥取は米子市営東山陸上競技場（現：どらドラパーク米子陸上競技場）で公式戦を開催していたが、ガイナーレがJリーグ加盟を目指すに当たって、鳥取県内でJリーグ試合開催基準に適合するスタジアムが鳥取市の鳥取市営サッカー場（現：とりぎんバードスタジアム）以外に無かった。なお、米子市営東山陸上競技場は収容人数が2,000人で、米子市民は施設改修を求める署名25,000人分を米子市に提出したが、予算の問題により実現は難しかった。
一方、弓ヶ浜半島の付け根、米子市街地の北部にある高さ13m、面積約7haの砂地でできた小山、通称「安倍山」は、坂口合名会社が1973年から営業していた9ホールのゴルフ場の「YSP安倍山パークコース」が存在したが、2004年に閉鎖されていた。もともとの地質が砂地であり芝の生育に適した立地でもあることから、株式会社SC鳥取はゴルフ場閉鎖後から育成チームの練習拠点として整備する計画を持っていた。その中で、関係者の「山を掘れば観客席も付けられるのではないか」という思いつき から、「安部山」にクラブ自前のスタジアムと練習場を建設する構想を具体的に練ることとなった。

### 野人続々!プロジェクト
元日本代表で2009年からガイナーレに加入した岡野雅行が、かつて加入を目指したオランダの名門・アヤックス・アムステルダムの練習環境に感銘を覚えたことからこの構想に賛同し、ガイナーレが日本フットボールリーグ (JFL) で首位となりJ2昇格が現実味を帯びてきた2010年7月に、岡野の愛称『野人』の名前を冠した「野人続々!プロジェクト」を企画、米子市安倍にサッカー専用スタジアム「YAJINスタジアム」と、スタジアムを中心としたスポーツ交流公園「強小の森スポーツパーク」を整備する計画を発表した。
この建設プロジェクトの特色は、施設の建設資金をすべて個人レベルでの協賛金で賄うことを想定しているところである。協賛金は一人一口1万円からで、スタジアムの「YAJINロード」のレンガに氏名が刻まれるなどの形でスタジアムに名前が残る形となる。また、建設資金を協賛金で賄うことにより、クラブ財政を圧迫することもなく、自治体からの資金支援を当てにする必要もないというメリットもあった。
このプロジェクトに、米子市では地元経済界やサッカー関係者などが「YAJINスタジアムをみんなでつくる会」を発足させて支援にあたり、個人と企業あわせて数千万円の資金があつまったことから正式に建設が決定し、2012年4月中旬から建設が開始、12月9日にこけら落としとなる記念試合（後述）が開催された。なお、同規模のスタジアムを平地に建設した場合30から40億円の建設費がかかるが、様々な工夫により約3億円におさえた。

## 施設概要
- 芝：夏芝ティフトン・冬芝ライグラス[1]
- 砂質の小山をすり鉢状に掘り、斜面にスタンドを設置[5]。
- 収容人員：7,390席（メインスタンド：1,680席、バックスタンド：1,420席、ゴール裏立見席：2,290席、芝生席：2,000席）[1][6]
  - 2002 FIFAワールドカップにおいて、神戸ウイングスタジアム（現：ノエビアスタジアム神戸）で仮設席として使用されていたものを再塗装し[7]、メインスタンドに設置された座席の内の1,400席分に活用した[1]。
  - 観客席からピッチまでの距離は約6m[1] であり、SC鳥取の塚野真樹社長は「プレイヤー・観客双方にとって興奮の空間となるように設計しました」とコメントしている[1]。

## 同敷地内のその他設備
- 多目的芝生フィールド
  - 敷地面積：約15,000平方メートル[1]
  - 芝：夏芝ティフトン・冬芝ライグラス[1]
  - 命名権により「養和会YAJINフィールド」の呼称を用いている（後述）
- クラブハウス
  - 1階建（延床約800平方メートル）[1]。
  - ゴルフクラブ時代に設置されていたものを改造して使用[1]。ダンススタジオやレクリエーション活動の場として利用される。
  - メインスタンド裏にあり、Jリーグでの選手入場時はクラブハウス側から階段を降りてピッチに入場する形になる。
- 駐車場
  - 一般乗用車198台、バス8台、駐輪場240台が設置[1][8]。

## 定期開催
- 高円宮杯 JFA U-18サッカープリンスリーグ中国
- 高円宮杯U-15プログレスリーグ
- サザンクロスA

## Jリーグ公式戦開催について
2013年1月、SC鳥取とホームタウンの自治体（鳥取県・鳥取市・倉吉市・米子市・境港市）、鳥取県サッカー協会はJリーグに対して、チュスタで公式戦を開催できるよう要望書を提出した。なお、当初は第15節（山形戦）、第36節（京都戦）、第40節（群馬戦）をチュスタで開催する予定であった。
2013年2月20日、JリーグはSC鳥取に対して次の回答を行った。
- チュスタは「会見場や記者室などが不十分」「J2開催基準の収容人員スペックの1万人を下回る」「照明塔がない」などJリーグ基準を満たさないスタジアムである。
- Jリーグ基準を満たすことが予定されているスタジアムでの試合開催は認める可能性があるものの、チュスタにおいては「基準を満たすことが予定されている（=予算的裏付けがあり整備の進捗具合が明らかである）」とは認められない
- 以上のことから、チュスタでの公式戦開催の特例許可は出来ない。

これを受けて、SC鳥取は第15節（山形戦）のとりスタ開催を決定した上で、第36節（京都戦）・第40節（群馬戦）については、Jリーグが回答の中で「Jリーグ基準を満たすスタジアムの実現は、リーグとしても望むところであり、それが実現するための協力は惜しまない」と説明していることを踏まえ、Jリーグ側との協議を進めながら、Jリーグ後半戦日程の最終発表となる8月までをめどに可能な限りの整備を進めるとした（詳細後述）。
2013年8月2日発表の後半戦日程発表時点においては、この2試合を一旦とりスタ開催と決定した上でJリーグ規約第57条の規定に基づき試合開催日30日前まで会場変更のための調整を行い、引き続き2013年シーズンのチュスタでの試合開催を目指す方針を説明した。その後も調整を行ってきたが、J2開催基準の整備が進まなかったこともあり、2013年9月に正式に2013年度の開催を断念した
2014年シーズンからガイナーレがJ3リーグに降格したため、年間数試合を開催している。詳細はガイナーレ鳥取#年度別入場者数を参照のこと。

## 命名権
2012年11月1日、東京都中央区に本社、東伯郡に本店を置き、芝生の育成・管理を手がける株式会社チュウブ（公式HP）がYAJINスタジアムの命名権を取得した。契約は2012年11月1日から10年間（契約金は非公表）。命名権料は、スタジアムの建設費と維持費などに充てられる。
これとは別に、サブグラウンドとなる「多目的広場」の命名権も募集され、米子市で病院・介護サービスなどを展開する特定医療法人養和会 が命名権を取得した。2013年3月1日から10年契約（契約金は未公表）であり、「養和会YAJINフィールド」（ようわかいヤジンフィールド）の呼称を用いている。
チュウブおよび養和会との命名権契約の満了する2023年1月1日より、施設名称をそれぞれ「オールガイナーレYAJINスタジアム」「オールガイナーレYAJINフィールド」にそれぞれを変更した。

## アクセス

### 鉄道
- JR境線・河崎口駅から徒歩約20分[6][16]

### バス
路線バス
- 日ノ丸バス内浜線・「ユニサン前」バス停から徒歩約7分
- 日ノ丸バス境港線（外浜線）・「浜橋」バス停から徒歩約10分

シャトルバス
- 米子港臨時駐車より

### 自動車
- JR米子駅から車で約15分[16]
- 美保飛行場（米子空港）から車で約15分[6][16]

## スタジアム完成記念試合
2012年12月9日に完成記念試合として日本サッカー協会（JFA）、日本プロサッカーリーグ、鳥取県サッカー協会の主催、SC鳥取の主管で、岡野がかつて所属した浦和・神戸の元同僚を中心に構成された「YAJINオールスターズ」とガイナーレ鳥取との試合が同スタジアムで開催された。
| 2012年12月9日 13:04 |

| YAJINオールスターズ | 1 - 1    | ガイナーレ鳥取 |
| 岡野雅行 71分 (PK)  | 公式記録 | 久保裕一 53分  |

| チュウブYAJINスタジアム 観客数: 4,344人 主審: 家本政明 |

| YAJINオールスターズ |    |                    |      |
|                     |    |                    |      |
| GK                  | 01 | 本間幸司           | 69分 |
| DF                  | 14 | 森勇介             |      |
| DF                  | 05 | 池端陽介           |      |
| DF                  | 17 | 土屋征夫           |      |
| DF                  | 88 | 三都主アレサンドロ | 46分 |
| MF                  | 11 | 播戸竜二           | 46分 |
| MF                  | 02 | 堤俊輔             | 46分 |
| MF                  | 08 | 西紀寛             |      |
| MF                  | 10 | 大久保嘉人         |      |
| FW                  | 30 | 岡野雅行           |      |
| FW                  | 09 | 永井雄一郎         | 82分 |
| 控えメンバー        |    |                    |      |
| GK                  | 21 | 杉本拓也           | 69分 |
| DF                  | 03 | 相馬崇人           | 46分 |
| DF                  | 32 | 喜多靖             | 82分 |
| DF                  | 44 | 田中マルクス闘莉王 | 46分 |
| MF                  | 16 | 飯尾一慶           | 46分 |
| FW                  | 19 | 高原直泰           |      |
| 監督                |    |                    |      |
| 小村徳男            |    |                    |      |
| コーチ              |    |                    |      |
| 吉村光示            |    |                    |      |

| ガイナーレ鳥取 |    |              |      |
|                |    |              |      |
| GK             | 01 | 井上敦史     | 74分 |
| DF             | 27 | 三浦修       | 46分 |
| DF             | 06 | 柳楽智和     |      |
| DF             | 20 | ロイ・スミス |      |
| DF             | 22 | 森英次郎     |      |
| MF             | 25 | 奥山泰裕     |      |
| MF             | 14 | 吉野智行     |      |
| MF             | 10 | 実信憲明     |      |
| MF             | 02 | 尾崎瑛一郎   |      |
| FW             | 13 | 久保裕一     |      |
| FW             | 19 | 住田貴彦     |      |
| 控えメンバー   |    |              |      |
| GK             | 48 | 小針清允     | 74分 |
| DF             | 15 | 内間安路     | 46分 |
| DF             | 17 | 鶴見聡貴     |      |
| 監督           |    |              |      |
| 吉澤英生       |    |              |      |

なお、河合竜二の参加が予定されていたが飛行機の欠航により不参加となった。

## 今後の整備計画と利用方針
前述の通り完成時点でのスタジアムスペックがJ2以上の基準を満たしていないことから、基準を満たすための施設拡充が予定されている。具体的には以下の3項目が挙げられており、整備順序としては以下の順に優先度が高いという。
1. 諸室の整備（特に会見場や記者室などのメディア向けの部屋の確保）
2. キャパシティの拡大（メインスタンドとゴール裏を増設・個席化することで、J2基準を満たす10,222名収容を目指す）
3. 照明の設置[注 1]

なお、ガイナーレはクラブの方針として2011年以後米子など県西部での開催が行われていないことにより県西部の観客が減少していることを受け、基本の本拠地はとりスタとしつつ、J3在籍中はチュスタをサブホームスタジアムと位置付けて、日程面でホームゲーム連戦時の集客面の谷間となる試合を中心に使う一方で、J2復帰の場合はJ2のスタジアム規格の問題上チュスタでの開催が困難になる場合があるため、将来的にも県西部のサポーターの確保のためのアクセス面での改善、更に「とりスタを公式戦出場の晴れ舞台、チュスタは下部組織を含めた育成の場」と位置付ける方針を計画している。また、専用練習場の確保がJリーグ加盟のクラブライセンスで義務付けられている「A等級」となっているため、週3回以上優先・かつ確実に使用できる練習会場の確保が急務であるとして、当スタジアム（養和会フィールドも含む）をメイン練習会場として使用し、とりスタなど、県東部でホームゲームを行う前後の日については可能な限り従来の練習会場も使用する方針としている。
2023年1月1日から「オールガイナーレYAJINスタジアム」に名称を改めるとともに、2022年12月16日から2023年5月31日までの予定で、クラウドファンディングによる募金を3500万円を目標として募集（1口個人1万円、法人・団体5万円）し、その募金額に応じてスタジアム周辺の整備を進める「YAJINスタジアムNEXT」という計画を進めていくことになった。
1. 第1ゴール（目標額1500万円）:砂利駐車場を天然芝化し、多目的に活用することを目指すとともに、寄付された方々の芳名を「ガイナーレ魂オブジェ」という記念碑を設けて刻印する予定である
2. 第2ゴール（同2500万円）:YAJINパークとして、スポーツ・イベント広場とテニスコートなどの整備をすることで、地域の体力づくりの拠点づくりを目指す
3. 第3ゴール（同3500万円）:ユース・アカデミーなどの育成年代の練習環境を整備するとともに、地域のスポーツ交流拠点づくりを目指すための人工芝の張替え・面積の拡張、天然芝スタジアムの照明塔設置[注 1]などを目指す

このクラウドファンディングの取り組みは、予定より2か月延長し、7月31日まで公募され、速報値で1055万6794円、支援者は個人183人、法人・団体など28団体からの協力があった。今後はこれらを原資として、第1ゴールで掲げた駐車場の天然芝グラウンド化、ガイナーレ魂のオブジェ設置、並びに第2ゴールで掲げたテニスコートの設置などの整備に充当させるという。

### 注記
1. 1 2  J3発足当初から2022年までは経過処置として、照明塔がない、もしくはあっても1500ルクス以上の照度がない場合でも、J3ライセンスの保有が認められていたが、2023年度からは1500ルクス以上の照度のある照明塔はJ3ライセンスに於いても設置必須となった。
2. ↑  2016年度（2015年申請）からは、常時練習に使用できる天然芝（またはハイブリッド芝）グラウンド1面と、クラブハウスの設置が特に義務付けられた
3. ↑  現在鳥取市周辺で練習会場として使用している鳥取市若葉台スポーツセンターやコカ・コーラウエストスポーツパークなどはいずれも公共施設であり、現状以上にガイナーレの利用頻度を上げると一般利用に支障が生じると指摘している[18]。